# Stadion Harras El-Hedoud

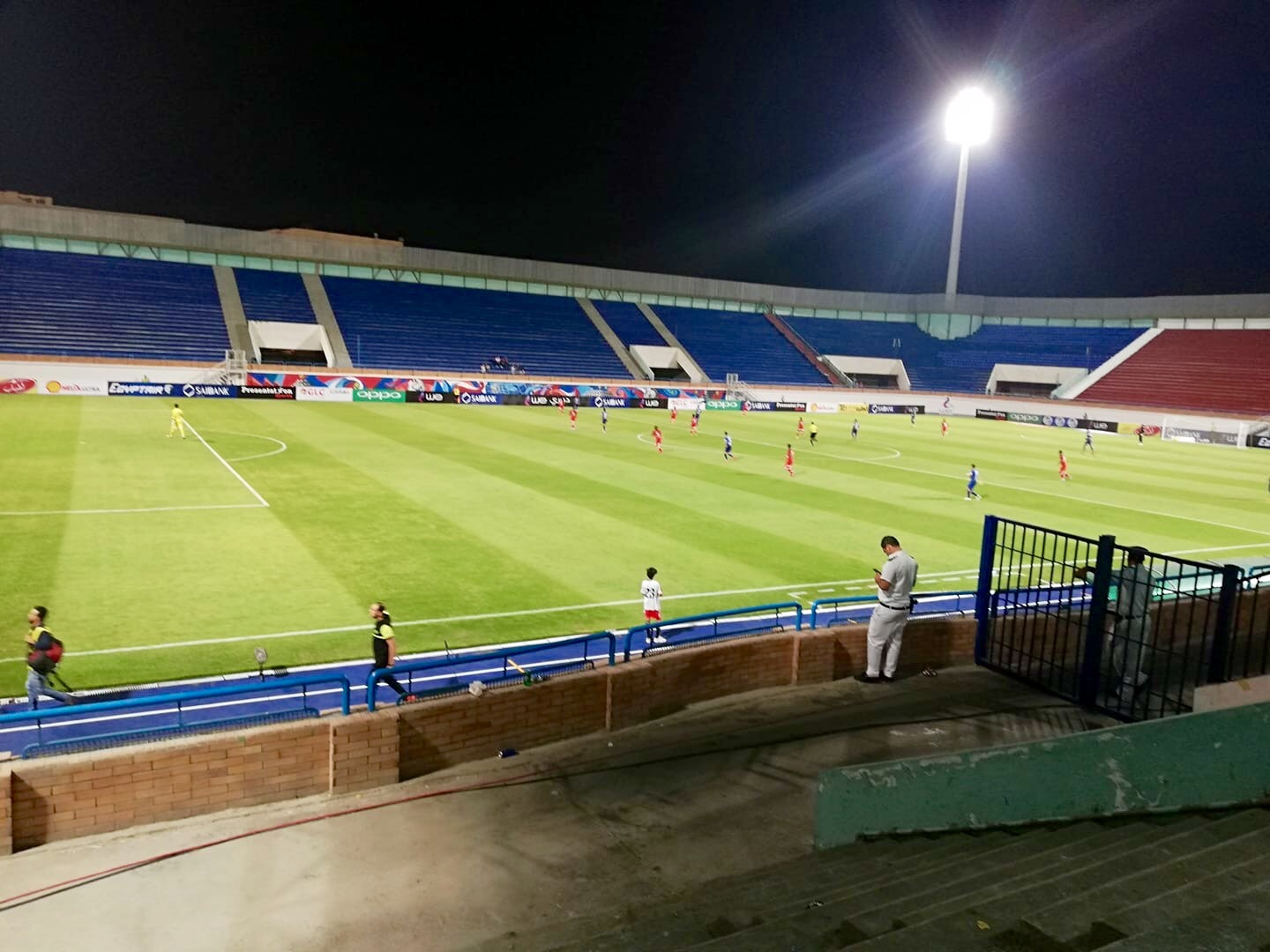
Stadion

Stadion Harras El-Hedoud – wielofunkcyjny stadion sportowy w Aleksandrii. Używany jest głównie do gry w piłkę nożną. Jego pojemność wynosi 22,000 widzów. Posiada nietypową bieżnię lekkoatletyczną - ma ona kształt prostokątu i przylega do boiska ze wszystkich stron. Został ukończony w roku 2003. Był jednym z sześciu stadionów, na których rozegrano Puchar Narodów Afryki 2006.